# Doctor Robert
Doctor Robert is een nummer van The Beatles dat voorkomt op het album Revolver uit 1966, geproduceerd door George Martin. Het nummer werd geschreven door John Lennon, met voor de afwerking wat hulp van Paul McCartney. Het werd opgenomen in zeven takes in de Abbey Road Studios op 17 april en de zang werd heropgenomen op 19 april van dat jaar.

## Credits
- John Lennon – zang, slaggitaar, harmonium
- Paul McCartney – basgitaar, zang
- George Harrison – sologitaar, maracas
- Ringo Starr – drum

## Betekenis
Het nummer bevat vele verwijzingen naar drugs, inclusief het feit dat drugsdealers vaak "doctors" genoemd werden.
The Beatles werden vaak beschuldigd van verwijzingen naar drugs in hun nummers, hoewel ze beweerden dat dat niet de bedoeling was. John Lennon zei ooit dat hij zelf Dr. Robert was: "In de begindagen was ik degene die alle pillen bij zich droeg op onze tournees." Doctor Robert zou ook een verwijzing kunnen zijn naar Robert Zimmerman, beter bekend als Bob Dylan. In de liedtekst wordt een aantal keer Bob Robert gezongen in plaats van Doctor Robert. Dylan liet de bandleden kennismaken met wiet. Weer een andere theorie is dat de titel verwees naar dr. Charles Roberts, een dokter in New York.

## Trivia
De zanger van The Blow Monkeys, Robert Howard, nam de artiestennaam Dr. Robert aan in verwijzing naar dit nummer van de Beatles.